# مملكة أشتوريش
مملكة أشتوريش (باللاتينية: Regnum Asturorum)‏ هي مملكة تأسست عام 718 م في شبه جزيرة أيبيريا على يد نبلاء قوطيون بقيادة بلاي. وهي أول كيان مسيحي ينشأ هناك بعد سقوط مملكة القوط الغربيين بعد الفتح الإسلامي للأندلس. وفي عام 722 م، بعد أن هزم بلاي قوة أموية في معركة كوفادونجا، والتي تعد أولى خطوات حركة الاسترداد. خلفت مملكة ليون مملكة أشتوريش عام 924 م، عندما توّج فرويلا الثاني ملكًا في ليون.

## التاريخ

### نبذة عن المنطقة
تأسست مملكة أشتوريش في غرب ووسط جبال قنطبرية الواقعة في جليقية، والتي شهدت أحداثها السياسية والعسكرية الأولى. وفقًا لوصف الجغرافيين الرومان أمثال إسطرابون وكاسيوس ديو وغيرهما، فقد كانت أراضي أشتوريش تسكنها عدد من الشعوب في بداية العهد المسيحي، كان أهمهم القنطبريون والفادينينس الذين سكنوا منطقة قمم أوروبا (بالإسبانية: Picos de Europa) ثم توسعوا جنوبًا خلال القرون الأولى من العصر الحديث، والأورجينوميسي الذين انتشروا في الساحل الشرقي لأشتوريش، والسيلينيين الذين سكنوا وادي نهر سيلا، واللوجونس الذين كانت عاصمتهم (باللاتينية: Lucus Asturum) وسكنوا الأراضي بين نهري سيلا ونالون، والأشتوريين الذين سكنوا المناطق الداخلية في أشتوريش بين بيلونيا وكانغاس ديل نارثيا، والبايسيثيين الذين سكنوا الساحل الغربي لأشتوريش بين مصب نهر نافيا ومدينة خيخون الحالية.

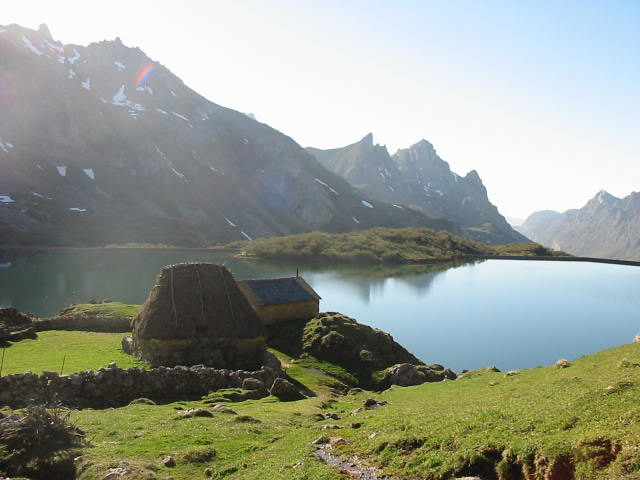
صورة لأحد أودية أشتوريش، يظهر بها نموذج لأحد المنازل التي كانت تستخدم في تلك الفترة

يختلف الجغرافيون القدامى حول هذا التوزيع العرقي للشعوب. فيقول كلاوديوس بطليموس أن الأشتوريين سكنوا وسط أشتوريش بين نهري نافيا وسيلا، حيث كان نهر سيلا الفاصل عن حدود القنطبريين. بينما حدد الجغرافيون الآخرون الحدود بين الأشتوريين والقنطبريين نحو الشرق قليلًا، فقال يوليوس هونوريوس أن منابع نهر إبرة تأتي من أراضي الأشتوريين. وبأي حال، لم تكن الحدود بين العرقيات في جبال كانتبريا لها تلك الأهمية بعد ذاك الوقت، حيث اختفت تلك الانقسامات بين تلك الشعوب بعد أن خضعوا لحكم الرومان.
تغير الموقف خلال نهاية عهد الإمبراطورية الرومانية وبداية العصور الوسطى، عندما بدأت الهوية الأشتوريشية في الظهور تدريجيًا، حيث ساعد قاتلهم للقوط الغربيين أو للنبلاء السويبيين في تكوين هوية مميزة لهم عن شعوب جبال كانتابريا. وقد اكتشفت حفريات أثرية وجود بقايا خط دفاعي كان هدفه حماية أودية وسط أشتوريش من الغزاة الذين جاءوا من الممرات الجبلية التي بين ميسيتا وباجاريس. أظهرت بنية تلك التحصينات وجود درجة عالية من التنظيم والتعاون بين العديد من المجتمعات الأشتوريشية، لحماية أنفسهم من غزاة الجنوب. وأظهرت الاختبارات باستخدام كربون-14 أن الجدار يعود تاريخه إلى الفترة بين عامي 675-725 م، وهي الفترة التي شهدت حملتين عسكريتين ضد الأشتوريشيين إحداهما بقيادة وامبا ملك القوط الغربيين، والأخرى من قبل والي المسلمين موسى بن نصير أثناء الفتح الإسلامي للأندلس. أدت الهوية الأشتوريشية الناشئة إلى تأسيس مملكة أشتوريش بعد تتويج بلاي بعد انتصاره على حاميات المسلمين في معركة كوفادونجا، حيث أرخت "Chronica Albeldense" في سردها لأحداث كوفادونجا، أن «العناية الإلهية أتت بملك لأشتوريش».

### ثورتهم على الحكم الإسلامي

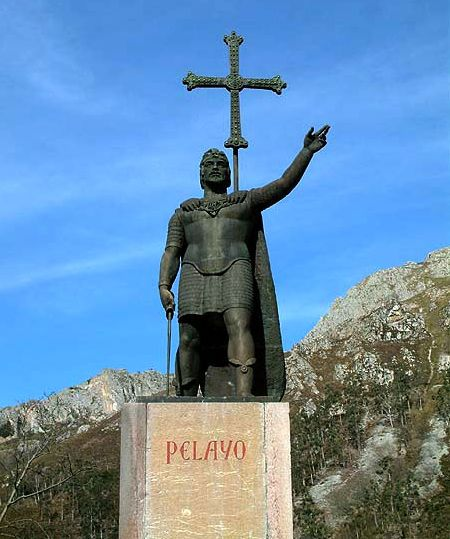
تمثال تذكاري عن بلاي في كوفادونجا.

تأسست المملكة على يد النبيل بلاي، الذي كان غالبًا أشتوريشيًا. لم تحدث أي هجرات كبيرة من وسط أيبيريا قبل معركة كوفادونجا، كما أن موسى بن نصير غزا أشتوريش واستولى على معظم أراضيها عام 714 م، دون مقاومة تذكر. هناك مزاعم تقول بأنه انسحب إلى جبال أشتوريش بعد معركة وادي لكة، وتذكر الروايات القوطية أن النبلاء انتخبوا تيا زعيمًا للأشتوريشيين. لم تكن مملكة بلاي في البداية أكثر من مركز تجمع لقوات المقاومة.
ومع توسع الفتوحات الإسلامية في شبه الجزيرة الايبيرية، سقطت المدن الرئيسية والمراكز الإدارية في أيدي قوات المسلمين. ولم تشكل السيطرة على المناطق الوسطى والجنوبية، مثل الوادي الكبير ووادي نهر أبرة، مشاكل كبيرة للغزاة الجدد، الذين استخدموا تنظيمات القوط الغربيين الإدارية القائمة، الرومانية الأصل. ومع ذلك، في الجبال الشمالية، لم تكن هناك مراكز حضرية، لذا كان يتوجب عليهم غزو وادٍ واد. وكثيرًا ما لجأوا لأخذ الرهائن لضمان تهدئة الأوضاع في الأراضي المحتلة حديثًا. ومع بداية الفتح على يد طارق بن زياد، الذي وصل إلى طليطلة عام 711، عبر والي إفريقية موسى بن نصير، المضيق في العام التالي وقم بعملية غزو شامل، فاستولى على ماردة وطليطلة وسرقسطة ولاردة، ومدن أخرى. خلال المرحلة الأخيرة من حملته العسكرية، وصل إلى الشمال الغربي من شبه الجزيرة، حيث تمكن من السيطرة على لوغو وخيخون. وفي المدينة الأخيرة، ترك حامية صغيرة من البربر بقيادة منوسة، كانت مهمتها تعزيز سيطرة المسلمين على أشتوريش. وكضمان لولاء المنطقة، أرسل بعض النبلاء من بينهم بلاي كرهائن من أشتوريش إلى قرطبة. وهناك أقاويل بأن منوسة سعى للتحالف وطلب أخت بلاي للزواج. وبعد فترة، تمرد منوسة نفسه على قادته في قرطبة.
تذكر وقائع ألفونسو الثالث وكذلك المقري، فرار بلاي من قرطبة في عهد الحر بن عبد الرحمن الثقفي إلى أشتوريش، ليقود التمرد على سلطة المسلمين في خيخون. فأرسل منوسة قوة لمطاردته، فأسرع بلاي وأصحابه بعبور نهر بيلونيا وتوجه نحو وادٍ ضيق، يسهل الدفاع عنه ولجأ إلى أحد كهوفه يدعى كوفادونجا. وبعد فترة من الحصار، انسحب الجنود بسبب حالة الطقس وموقعهم المكشوف في الوادي. ثم تمكن سكان المنطقة من نصب كمين أبادوا فيه القوة المسلمة. أضفى هذا الانتصار الصغير نسبيًا، هيبة كبيرة لبلاي، وكان حافزًا لتمرد واسع من قبل النبلاء الآخرين في جليقية وأشتورية التي التفت حول بيلايو، وانتخبوه ملكًا.
وتحت قيادة بلاي، زادت الهجمات على حامية المسلمين، وشعر منوسة بأن محاصر في منطقة معادية، فقرر التخلي عن خيخون والتوجه إلى هضبة ميسيتا. ومع ذلك، اعتراضه الأشتوريشيين وقتلوه. وما أن طرد بلاي المسلمين من الوديان الشرقية في منطقة أشتوريش، حتى هاجم ليون المدينة الرئيسية في شمال غرب شبه الجزيرة الأيبيرية، وأمّن الممرات الجبلية ولحماية المنطقة من هجمات المسلمين. واصل بلاي هجماته على المسلمين الذين بقوا شمال الجبال الأشتوريشية-الجليقية حتى انسحبوا. ثم زوج بلاي ابنته إرميسندا لألفونسو بن بيتر دوق كانتابريا، الدوقية القوطية الغربية التي لا زالت مستقلة في منطقة كانتابريا. كما تزوج ابنه فافيلا من فرويليوبا.
وجدت حفريات أثرية حديثة تحصينات ترجع إلى فترة نهاية القرن السابع وبداية القرن الثامن، شملت أبراج المراقبة وخنادق عرضها نحو المترين، تتطلب المئات لحفرها والدفاع عنها، كما تتطلب درجة عالية من التنظيم والقيادة الحازمة، ربما عن طريق بلاي نفسه. لذا، يعتقد الخبراء أن هذا الخط الدفاعي كان يهدف إلى منع عودة المسلمين عبر الممرات الجبلية. لم يكن حكم بلاي كسابقيه من ملوك القوط الغربيين، فقد اتخذ ملوك أشتوريش الأوائل لقب "princeps" (أمير)، وثم أصبح "rex" (ملك) منذ عهد ألفونسو الثاني. في الواقع، كانت مملكة أستورياس تجمعًا للشعوب التي سكنت ساحل كانتابريا التي قاومت الرومان ثم القوط الغربيين، والتي لم ترغب في أن تخضع لحكم الأمويين. وقد أكسبت الهجرات الفارين من الأندلس في الجنوب، طابع قوطي لمملكة أشتوريش. ومع ذلك، في بداية القرن التاسع، لعن ألفونسو الثاني القوط الغربيين، وحملهم مسؤولية سقوط هسبانيا.
خلال العقود الأولى، كانت السيادة الأشتوريشية على مناطق مختلفة من المملكة لا تزال ضعيفة، ولذا عمل الملوك على تعزيزها باستمرار من خلال التحالفات الزواجية مع العائلات القوية الأخرى في شمال أيبيريا. فتزوجت إرميسندا ابنة بلاي من ألفونسو بن بيتر دوق كانتابريا. وتزوج ابن ألفونسو فرويلا من الأميرة البشكنسية مونيا، بينما تزوجت ابنته أدوزيندا من سيلو زعيم منطقة برافيا وفلافيونافيا. وبعد وفاة بلاي عام 737، توج ابنه فافيلا ملكًا. إلا أنه قتله دب فجأة وهو يصطاد، فخلفه في الحكم زوج شقيقته ألفونسو. أسس بذلك بلاي أسرة حاكمة في أشتوريش حكمت لعقود، وتوسعت المملكة تدريجيًا حتى تضمنت كل شمال غرب أيبيريا بحلول عام 775 م. وشهد عهد ألفونسو الثاني (791-842) توسع أكبر للمملكة في الجنوب، تقريبًا على حدود أشبونة.

### بداية التوسع

مملكة أشتوريش والممالك المعاصرة في عام 814 م

خلف ألفونسو الأول فافيلا نظرًا لكونه زوج إرميزندا شقيقة فافيلا. في البداية فقط، اتخذ ألفونسو من كانجاس قاعدة، ثم بدأ في التوسع الإقليمي لمملكته الصغيرة غربًا نحو جليقية وجنوبًا متوغلاً في وادي نهر دويرة، مستوليًا على المدن والبلدات وناقلاً سكانها إلى المناطق الشمالية الأكثر أمنًا. أدت عملية الإخلاء الاستراتيجية للهضبة، إلى تكون صحراء دويرة كوسيلة لتوفير الحماية ضد هجمات المسلمين المستقبلية.
وصف سانتشث ألبورنوث عملية الإخلاء تلك بأنها محل شك، على الأقل بالنسبة لحجمها. هناك حجتان رئيسيتان لدحض ذلك. الأولى، أن مناطق قليلة فقط احتفظت بأسمائها الجغرافية. الثانية، أن هناك اختلافات بيولوجية وثقافية بين سكان منطقة كانتابريا وأولئك الذين كانوا يسكنون الهضبة الوسطى. والصحيح أنه في النصف الأول من القرن الثامن، كانت هناك عملية نمو ريفي أدت إلى التخلي عن الحياة الحضرية، ونشأة مجتمعات صغيرة من الرعاة. هناك عدة تفسيرات لتلك العملية، منها الانهيار النهائي لنظام الإنتاج القائم على العبودية منذ الفترة الأخيرة من عصر الإمبراطورية الرومانية، والانتشار المستمر للأوبئة في المنطقة، وهجر أفواج من البربر للأندلس بعد ثورة 740-741. كل هذا جعل من الممكن ظهور منطقة قليلة السكان وسيئة التنظيم تعزل المملكة الأشتوريشية عن هجمات المسلمين، فزادت قوتها تدريجيًا.
لم تختلف حملات ألفونسو الأول وفرويلا الأول على وادي دويرة، عن غارات الأشتوريشيين على نفس المنطقة في عصر ما قبل الرومان. ظلت التوسعات الأشتوريشية الأولي بشكل رئيسي في المناطق من جليقية وحتى بسكونية)، حتى عهد أردونيو الأول وألفونسو الثالث اللذان نجحا في ضم أراضٍ جنوب جبال كانتابريا.

### التغيرات السياسية والاجتماعية
توجز المصادر المكتوبة في الحديث عن عهود أوريليو وسيلو وموريغاتو وبرمودو الأول، الذين حكموا في الفترة بين عامي 768-791، التي تعتبر فترة غموض وتراجع لمملكة أشتوريش. حتى أطلق عليهم المؤرخون «الملوك الكسالى» لعدم قيامهم بأنشطة عسكرية هامة ضد الأمويين. ومع ذلك، خلال تلك السنوات كانت هناك تحولات داخلية حاسمة في المملكة الأشتوريشية، حيث عملوا جميعا على تعزيز وتوسيع أشتوريش. وقع أول تمرد داخلي بقيادة موريغاتو (783-788) خلال تلك السنوات. أزاح التمرد ألفونسو الثاني عن العرش (على الرغم من عودته ملكًا مرة أخرى في وقت لاحق، 791-842)، فبدأت سلسلة من التمردات التي كان قادتها من النبلاء الأرستقراطيين وملاك الأراضي، الذين حاولوا الخروج عن سلطة أسرة بلاي الحاكمة. كان أخطرها الثورات التي حدثت في عهد راميرو الأول (842-850). أجهضت ثورات الشعوب المجاورة كالبشكنس والجليقيين من قبل ملوك أشتوريش. وفي المقابل، استغلت المناطق الوسطى والشرقية من منطقة أشتوريش تلك الثورات، وتمردت على ألفونسو الثاني في أراضي ألبة. كما حدثت ثورة أخرى من قبل العبيد المحررين في عهد أوريليو.
نقل أوريليو (768-774) العاصمة إلى ما يعرف اليوم بسان مارتن ديل ري أوريليو. خلف سيلو (774-783) زوج أدوزيندا إحدى بنات ألفونسو الأول أوريليو بعد وفاته، ونقل إلى العاصمة إلى برافيا. انتخب ألفونسو الثاني ملكًا بعد وفاة سيلو، إلا أن موريغاتو قاد تمردًا خلعه عن العرش، ثم خلف برمودو الأول شقيق أوريليو موريغاتو بعد ذلك، لكنه تنازل عن العرش بعد هزيمته العسكرية في إحدى المعارك، وعاش بقية حياته في الدير.

### الاعتراف بالمملكة
لم يتم الاعتراف بالمملكة رسميًا إلا في عهد ألفونسو الثاني (791-842) من قبل شارلمان والباباوية. وقد غزا في عهده جليقية وبلاد البشكنش. كما أعلن أنه عثر على العظام المقدسة ليعقوب بن زبدي في سانتياغو دي كومبوستيلا، مما جلب له الحجاج من جميع أنحاء أوروبا، وفتحت وسيلة للاتصال بين أشتوريش المعزولة وأراضي الكارولنجيين وما ورائها.
كانت العاصمة الأولى كانغاس دي أونيس. ثم نقلها سيلو إلى برافيا. ثم اختار ألفونسو الثاني أوفييدو عاصمة للمملكة. وقد عرفت المملكة بأشتوريش حتى عام 924 م، عندما أصبحت مملكة ليون. وبقيت بهذا الاسم حتى دخلت في مملكة قشتالة عام 1230، عندما أصبح فرناندو الثالث ملك قشتالة ملكًا على المملكتين.

## الديانة

### بقايا المغليثية والوثنية السلتية

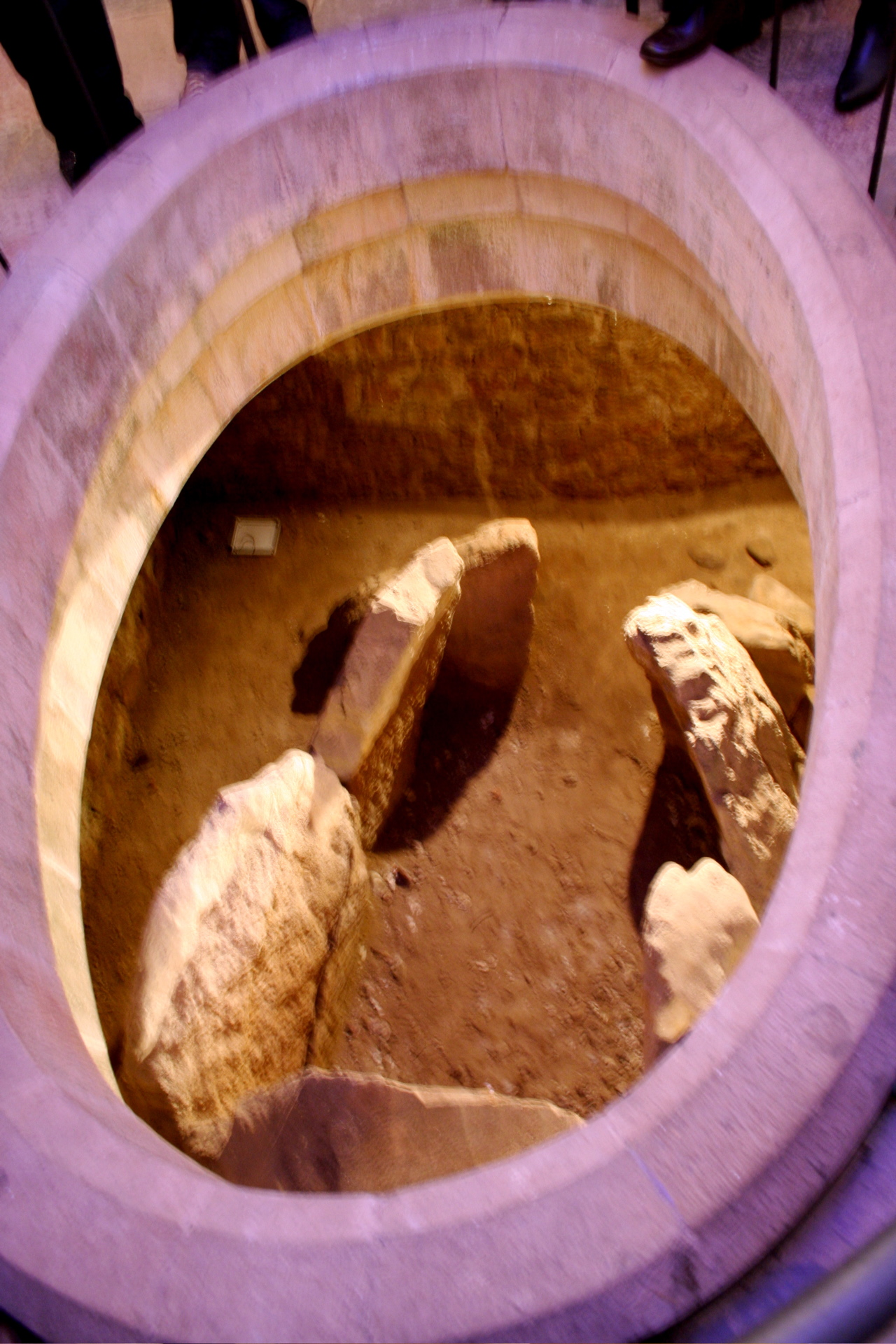
ضريح سانتا كروز، في شرق أشتوريش يرجع للعصور المغليثية.

بالرغم من أن الدلائل على الممارسات المسيحية في أشتوريش تعود للقرن الخامس، إلا أن التبشير لم يسهم في انتشارها حتى منتصف القرن السادس، عندما سكن الرهبان أمثال توريبيوس الليباني والقديس فروكتوزو في جبال كانتابريا، وبدأوا التبشير بالمسيحية بين السكان المحليين. انتشرت المسيحية ببطء في أشتوريش دون ترك الآلهة الوثنية القديمة. وكأي مكان في أوروبا، امتزج الدين الجديد مع المعتقدات القديمة. ففي القرن السادس، اشتكى الأسقف سان مارتن دي براغا في كتاباته من خلط الفلاحين الجليقييين بعقائد ما قبل المسيحية قائلاً: «"كثير من الشياطين الذين طردوا من السماء، واستقر في البحر، في الأنهار، في الينابيع والغابات، كانت تعبد كآلهة من قبل الجهلة. بالنسبة لهم يقدمون تضحياتهم: في البحر لنبتون، في الأنهار للامياس؛ في الينابيع للحوريات، وفي الغابات لديانا.»

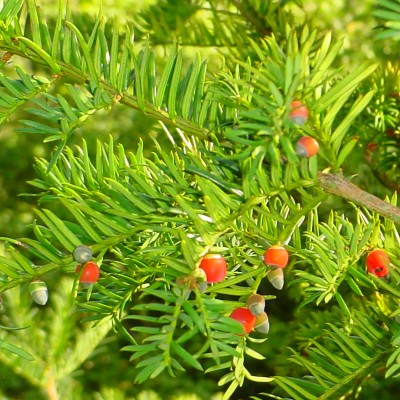
شجرة الطقسوس ما زالت ذات أهمية في الفلكلور الأشتوريشي، حيث أنها مرتبطة بالحياة الآخرة.

في وسط وادي سيلا (حيث تقع كانغاس دي أونيس) كان هناك منطقة دفن، ترجع إلى الميغاليث، بنيت على الأرجح في الفترة 4,000-2,000 ق.م في هذا المكان، ولا سيما في سانتا كروز دولمن. ظلت ممارسات الدفن تمارس في عصور الرومان والقوط حتى أن الملك فافيلا دفن فيها في القرن الثامن. ورغم أن الملوك الأشتوريشيين عززوا وجود المسيحية في تلك المنطقة، بأن أمروا ببناء كنيسة في الموقع، إلا أنه حتى اليوم لا تزال هناك تقاليد وثنية تقام فيها، ويقال أن تشاناس (جنية أشتوريشية) تظهر للزوار، وأن هناك خصائص سحرية لتربة المكان.
وقد عثر على نقش في كنيسة سانتا كروز يرجع لعام 738، يشير إلى تأثر الكنيسة حينئذ بطقوس كهنوتية سلتية. كما تأثروا ببعض الممارسات السلتية مثل حلاقة الشعر التي ندد بها الأساقفة القوط الغربيين الذين شاركوا في مجمع طليطلة الرابع. ولا يزال هناك إلى اليوم أساطير جليقية عن رهبان سافروا عبر البحر إلى جزر الجنة. تتشابه تلك القصص كثيرًا مع قصة بريندان المستكشف، وسانت ماكلوفيوس الويلزي وقصص إمراما الأيرلندية. وقد عزز الملوك الأشتوريشيين انتشار المسيحية لا عن طريق القوة، وإنما عن طريق نشر نصوص الكتب المقدسة المسيحية خاصة رؤيا يوحنا وسفر حزقيال وسفر دانيال وآباء الكنيسة.

### التبني

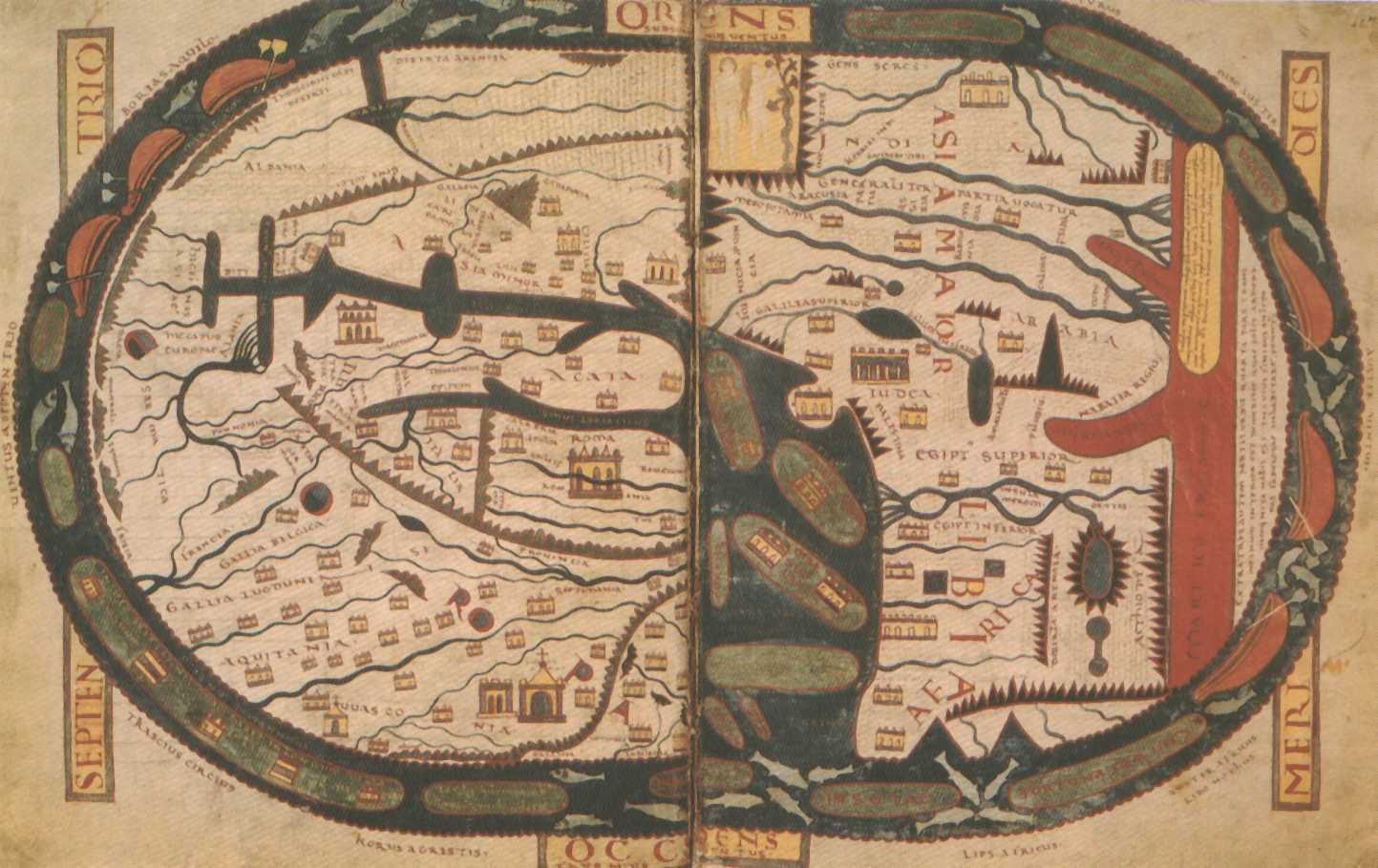
خريطة بيتوس.

وضعت أسس الثقافة الأشتوريشية وإسبانيا المسيحية في العصور الوسطى خلال عهدي سيلو وموريغاتو، عندما خضع ملوك أشتوريش لسلطة أمراء الدولة الأموية في الأندلس. كان أبرز عالم مسيحي في مملكة أشتوريش في تلك الفترة هو بيتوس الليباني، الذي ترك أثرًا لا يمحى في الثقافة المسيحية في فترة حروب الاسترداد. شارك بيتوس في الجدل الدائر حول التبني، حيث جادل بأن يسوع ولدت كإنسان، وتبناه الله. ولم يكتسب بُعدًا إلهيًا إلا بعد أن عُذّب وبعث. فند بيتوس هذا الزعم اللاهوتي، الذي دافع عنه شخصيات مثل إلفاندوس أسقف طليطلة.
كان للاهوتية التبني جذورها في الآريوسية القوطية، التي نفت ألوهية يسوع، وفي الوثنية اليونانية-الرومانية، كما في الأبطال أمثال هيراكليس الذين تألهوا بعد وفاتهم. ونظرًا لكون إلفاندوس أسقف طليطلة التي كانت خاضعة لسلطان المسلمين، والمعتقدات الإسلامية التي تعترف بالمسيح كنبي، ولكن ليس كابن لله، أثر ذلك في تكون نظرية التبني. وفي الوقت نفسه، عزز بيتوس العلاقات بين أشتوريش والكرسي الرسولي والإمبراطورية الكارولنجية، وساندته البابوية الكاثوليكية في جداله حول مسألة التبني.

### الايمان بالعصر الألفي

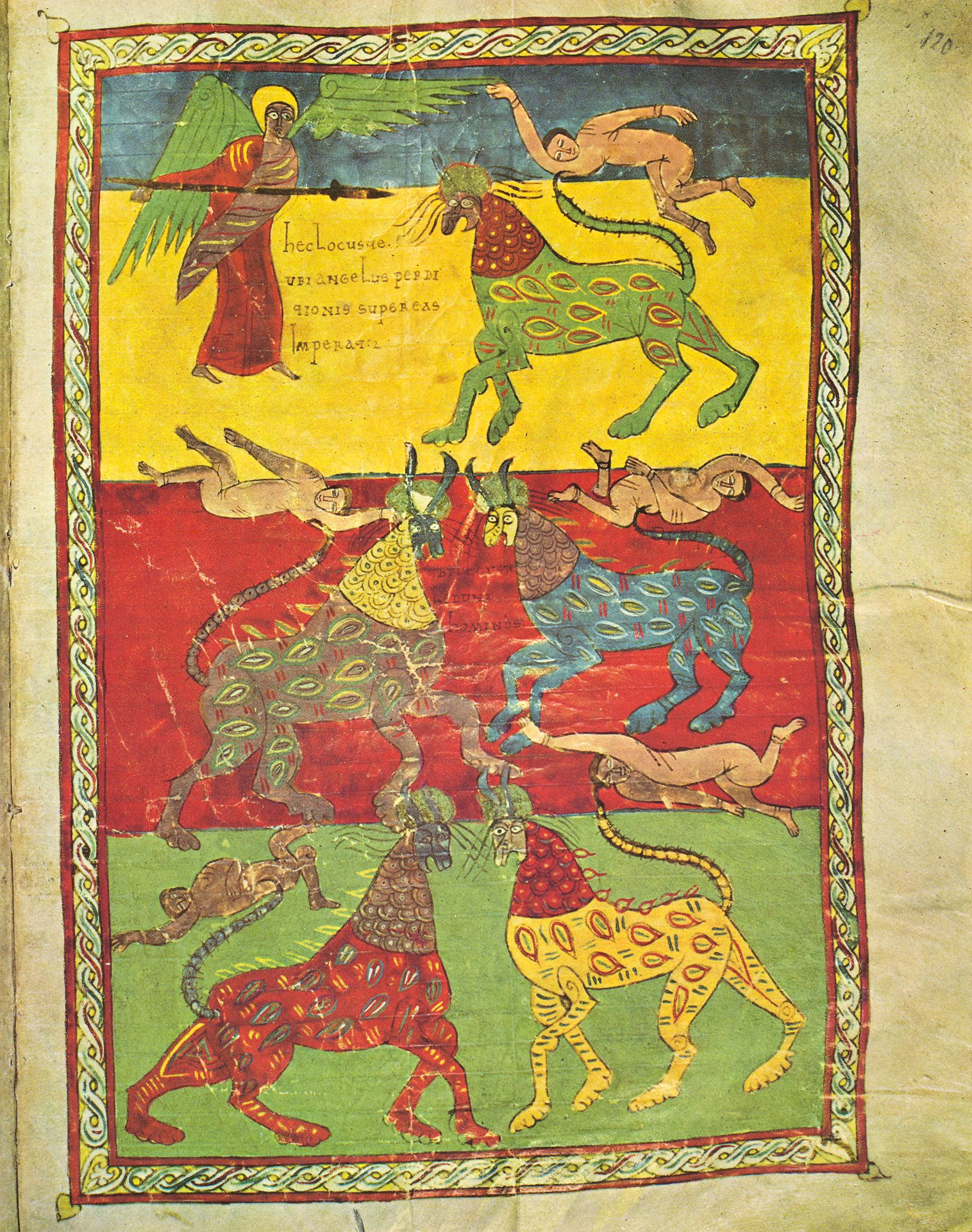
ملاك البوق الخامس، إحدى مخطوطات بيتوس.

كانت أكثر الأعمال الكبيرة لبيتوس «تعليقات حول نهاية العالم»، التي تم نسخها في قرون لاحقة في مخطوطات تسمى بيتي، التي قال عنها الكاتب الإيطالي أومبرتو إكو: «أعطت صور رائعة للمواضيع التي تناولتها بصورة باهرة في تاريخ البشرية.» قدم بيتوس فيها تفسير شخصي لرؤيا يوحنا، مصحوبًا بمقتطفات من العهد القديم، وآباء الكنيسة ورسوم توضيحية رائعة. في هذه التعليقات، قدم تفسير جديد لنهاية العالم، فلم تعد بابل تمثل بمدينة روما، ولكن قرطبة، مقر الأمراء الأمويين للأندلس؛ أما الوحش الذي كان يرمز للإمبراطورية الرومانية، أصبح الآن الغزاة المسلمين الذين هددوا في ذاك الوقت بتدمير المسيحية الغربية، والذين شنوا الغارات على أراضي مملكة أشتوريش.

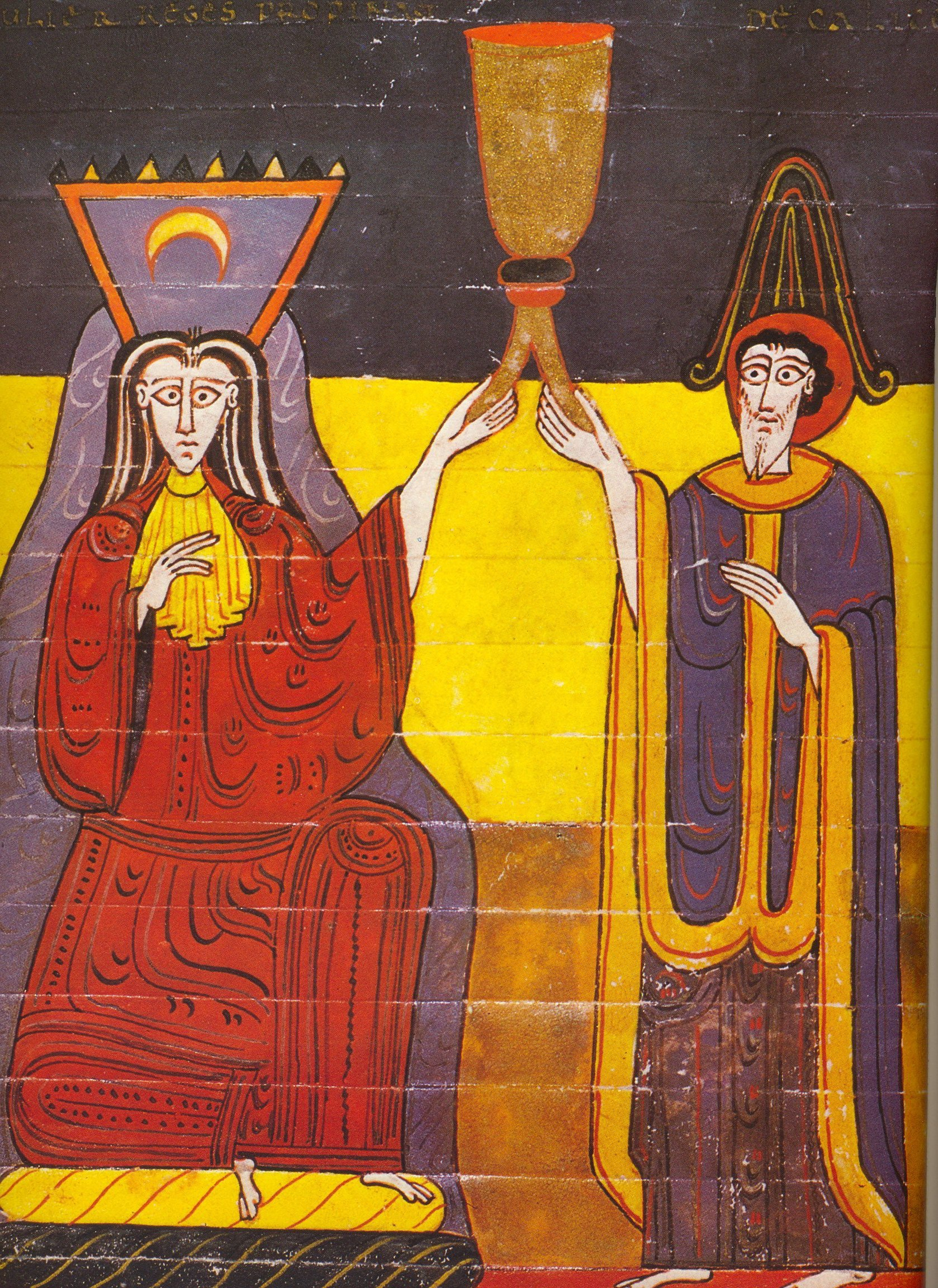
اعتقد بيتوس الليباني أن عاهرة بابل المذكورة في رؤيا يوحنا كرمز للشر، تمثلت في إمارة قرطبة.

في مقدمة الكتاب الثاني من تعليقاته، وضع خريطة بيتوس أحد أفضل الأمثلة على تصور خريطة العالم في ثقافة القرون الوسطى. لم يكن الغرض من رسم الخريطة توضيح العالم، وإنما لتوضيح هجرات الرسل في العقود الأولى للمسيحية. نقل بيتوس بياناته عن أعمال سانت إيزيدور الإشبيلي وكلاوديوس بطليموس والكتاب المقدس. رسم بيتوس العالم على شكل قرص تحيط بها المحيطات وينقسم إلى ثلاثة أجزاء: آسيا (القوس العلوي)، وأوروبا (الربع السفلي الأيسر) وأفريقيا (الربع السفلي الأيمن). وجعل البحر المتوسط بين أوروبا وأفريقيا، ونهر النيل في أفريقيا وآسيا وبحر إيجة ومضيق البوسفور بين أوروبا وآسيا، والتي تمثل الحدود بين الكتل القارية المختلفة.
كان بيتوس مقتنعًا بأن أبوكاليبس الموضحة في رؤيا يوحنا أصبحت وشيكة، والتي سيعقبها 1,290 سنة من هيمنة عدو المسيح. اتبع بيتوس آراء أوغسطينوس الذي كتب كتاب مدينة الله، الذي أثّر على تعليقاته التي افترضت أن تاريخ العالم ينقسم إلى ست عصور: امتدت الخمسة الأولى بين خلق آدم، وآلام المسيح، في حين أن السادس، بعد المسيح وهو المعاصر لنا، يجب أن ينتهي وفق نبوءات رؤيا يوحنا. كانت الحركات التي تؤمن بالعصر الألفي شائع جدًا في أوروبا في ذلك الوقت بين عامي 760-780، حيث سببت سلسلة من الظواهر الكونية حالة من الذعر بين السكان في بلاد الغال، وتوقع راهب يدعى جون مجيء يوم القيامة خلال عهد شارلمان. في ذاك الوقت، خلال حكم الإمبراطورة البيزنطية أيرين أثينا ظهرت رؤيا دانيال وهي نص منقح مكتوب بالسريانية الذي تنبأ بالحروب بين المسلمين والبيزنطيين وشعوب الشمال، وأن هذه الحروب ستنتهي بمجيء عدو المسيح.
كانت الأحداث التي تجري في هسبانيا سواء الحكم الإسلامي أو هرطقة التبني أو الاستيعاب التدريجي للمستعربية عند الناس، بالنسبة لبيتوس إشارات مروعة لنهاية الزمان. كما ذكر إليباندوس في كتابه «رسالة من أساقفة إسبانيا إلى إخوانهم في بلاد الغال»، أن رئيس دير سانت توريبيو ذهب أبعد من ذلك فأعلن لمواطنيه أن نهاية الزمان ستكون في عيد الفصح من العام 800 م. في فجر ذلك اليوم، اجتمع مئات من الفلاحين حول دير سانت توريبيو، ينتظرون بخوف شديد تحقق تلك النبوءة.

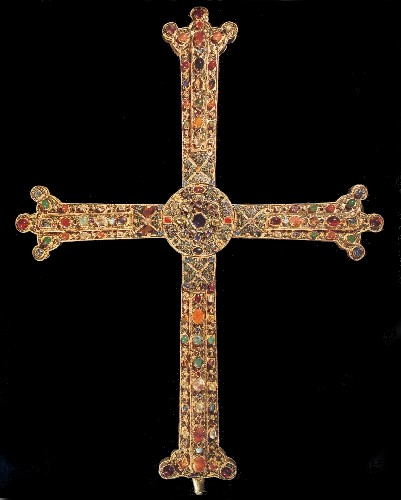
صليب النصر، الشعار الرئيسي لمملكة أشتوريش.

أثرت تنبؤات بيتوس في تطوير مملكة أشتوريش، ففي تأريخ "Chronica Prophetica" الذي كتب نحو عام 880 م، توقع التأريخ السقوط النهائي لإمارة قرطبة، واستعادة كامل شبه جزيرة أيبيريا على يد ألفونسو الثالث. كما انعكست رؤية المؤمنين بالعصر الألفي في جميع أنحاء المملكة متمثلة في صليب النصر - الشعار الرئيسي لمملكة أشتوريش - الذي ترجع جذوره إلى رؤيا يوحنا حيث يربط يوحنا البطمسي الرؤية التالية عن المجيء الثاني للمسيح حيث قال أنه يرى يسوع المسيح يجلس في جلالته، تحيط بها الغيوم وهو يقول: «أَنَا هُوَ الأَلِفُ وَالْيَاءُ، الْبِدَايَةُ وَالنِّهَايَةُ» يَقُولُ الرَّبُّ الْكَائِنُ وَالَّذِي كَانَ وَالَّذِي يَأْتِي، الْقَادِرُ عَلَى كُلِّ شَيْءٍ.» وصحيح أن استعمال اللبرومة لم يقتصر على أشتوريش، فتعود جذورها إلى عهد قسطنطين الأول (الذي استعملها أثناء معركة جسر ميلفان). ولكنها استخدمت في أشتوريش حيثما كان صليب النصر.

### طريق سانتياغو
إحدى الموروثات الروحية الكبرى الأخرى لمملكة أشتوريش، هو إنشاء أحد أهم طرق نقل الثقافة في التاريخ الأوروبي، وهو طريق سانت جيمس. أول النصوص التي ذكرت سانت جيمس، هي وثيقة من القرن السادس تقول بأنه دفن في مكان يسمى "Aca Marmarica". أكد إيزيدور الإشبيلي هذه النظرية في كتابه "De ortu et obitu patrium". وبعد مائة وخمسين عامًا، في عهد موريغاتو، تضمن نشيد "O Dei Verbum" وصف سانت جيمس بأنه «الرأس الذهبي لأسبانيا، وحاميها وراعيها الوطني» إشارة إلى الوعظ الذي وعظه في شبه الجزيرة الإيبيرية خلال العقود الأولى للمسيحية. نسب بعض المحللين هذا النشيد لبيتوس، إلا أن ذلك محل نقاش بين المؤرخين.
نمت أسطورة سانت جيمس في عهد ألفونسو الثاني ملك أستورياس، عندما إدعى الراهب الجليقي بيلايو أنه شاهد وميض غامض خلال عدة ليال فوق غابة ليبريدون، عند أسقفية إيريا فلافيا، صحبتها أغاني ملائكية. مما أعجب بيلايو فذهب لأسقف إيريا فلافيا تيوديميروس، الذي - بعد أن استمع إلى الراهب - زار الموقع مع مرافقيه. في أعماق الغابة، عثر على عظام قالوا أنها تخص سانت جيمس وتلميذيه ثيودوروس وأثناسيوس. وفقًا للأسطورة، كان الملك ألفونسو أول حاج جاء لرؤية الرسول، وأثناء السفر استرشد في ليلة بدرب التبانة، الذي اكتسب بالإسبانية اسم كامينو دي سانتياغو. كان تأسيس قبر سانت جيمس نجاحًا سياسيًا كبيرًا لمملكة أشتوريش، فقد أصبحت أشتوريش الآن تدعي شرف وجود جثة أحد رسل المسيح، وتتقاسم هذا الامتياز فقط مع أفسس حيث دفن يوحنا بن زبدي، وروما حيث دفن بطرس وبولس الطرسوسي. منذئذ، أصبحت سانتياغو دي كومبوستيلا واحدة من الثلاث مدن المقدسة في المسيحية، جنبًا إلى جنب مع روما والقدس. في القرون اللاحقة، انتقلت العديد من التأثيرات الثقافية من وسط أوروبا إلى أيبيريا من خلال طريق سانت جيمس، من الأساليب القوطية والرومانية إلى الشعر الغنائي الأقطاني.
ومع ذلك، فإن قصة «اكتشاف» عظام الرسول بها بعض الغموض، حيث أنه عثر عليها في مكان استخدم كمقبرة منذ أواخر عصر الإمبراطورية الرومانية، لذلك فمن الممكن أن العظام تنتمي إلى شخص بارز من المنطقة. يقول المؤرخ روجر كولينز بأنه تم التعرف على عظام سانت جيمس من ترجمة كتابات وجدت تحت مذبح كنيسة في القرن السادس في ماردة، حيث تم سرد أسماء قديسين مختلفين، من بينهم سانت جيمس. ومع اكتشاف قبر سانت جيمس، بدأ التنصير التدريجي لأولئك الذين على طرق الحج.

### الأساطير

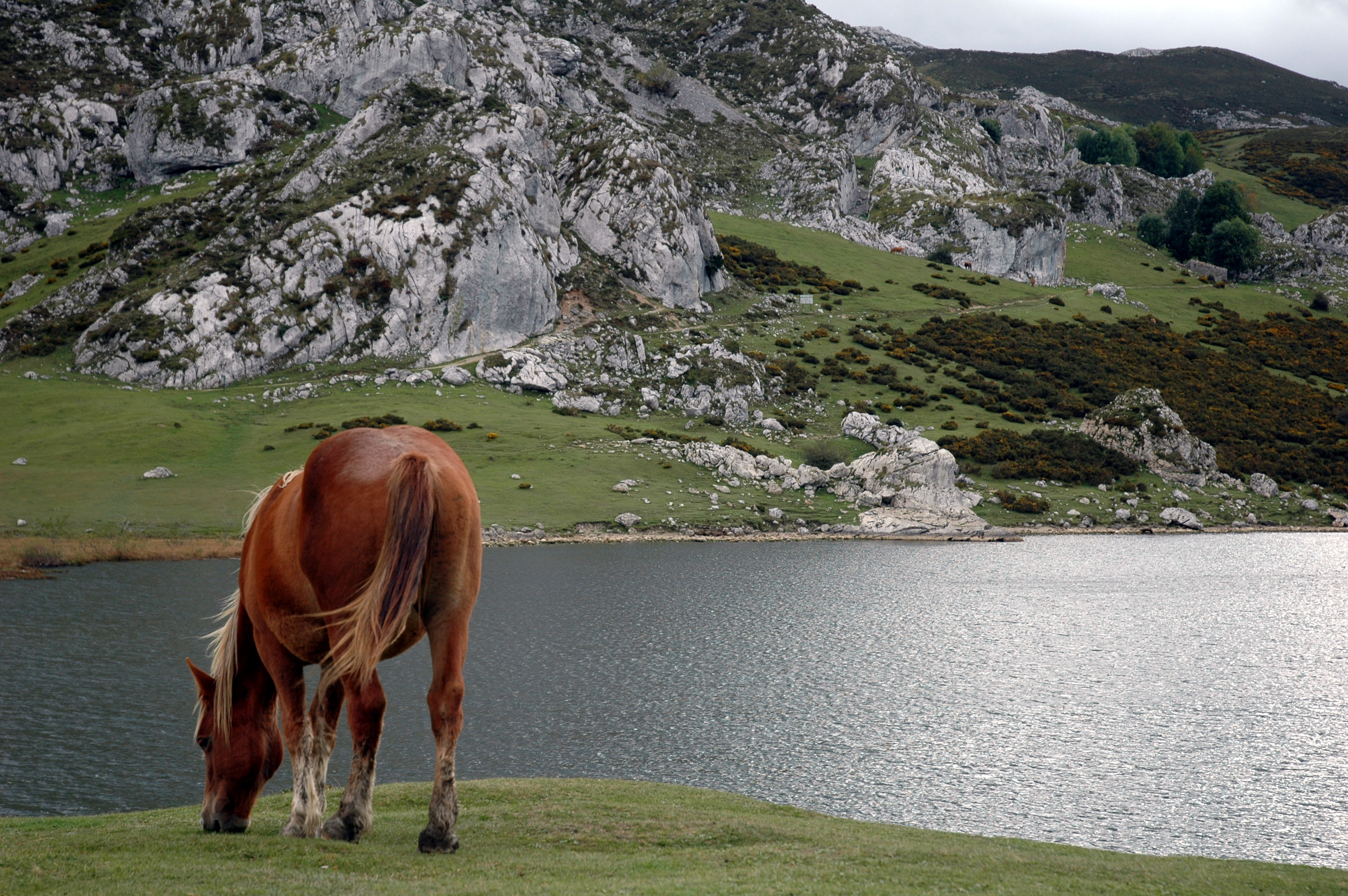
بحيرة إرسينا في كوفادونجا. وفقًا للأسطورة، تحت مياهها هناك قرية أو مدينة مختفية.

نظرًا لكون التأريخات الخاصة بمملكة أشتوريش كتبت بعد معركة كوفادونجا بنحو قرن ونصف القرن، لذا فهناك جوانب كثيرة عن ملوك أشتوريش الأوائل لا تزال تدور في فلط الأسطورة. وعلى الرغم من أن بلاي شخصية تاريخية لا شك في ذلك، إلا أن الروايات التاريخية التي تصفه تتضمن العديد من الحكايات الشعبية والأساطير. أحدها أكدت أنه قبل الفتح الإسلامي، ذهب حاجًا إلى أورشليم المدينة المسيحية المقدسة. رغم عدم وجود أي دليل على ذلك.
كذلك قيل بأن صليب النصر وجد منحوتًا على شجرة بلوط عن طريق ضربة برق. جوهر هذه القصة تحتوي على عنصرين لهما أهمية كبرى في الفولكلور الأشتوريشي. فمن ناحية، البرق كان يرمز قديمًا للإلهة تارانيس، وفي الأساطير الأشتوريشية يعتقد أنه من فعل نوبيرو إله الغيوم والأمطار والرياح. من ناحية أخرى، شجرة البلوط هو رمز الملكية الأشتوريشية. منطقة كوفادونجا أيضًا غنية بقصص شيقة، كالقصة التي تروى عن بحيرة إرسينا، والتي تقول بأن مريم العذراء تنكرت في زي حاج، وزارت قرية وطلبت طعام ومأوى من كل بيت في تلك القرية. ورفض الجميع بوقاحة طلبها، باستثناء الراعي الذي قدم لها ملجأ وكل شيء لديه بطيب نفس. وفي اليوم التالي، عقابا لهم، دمر طوفان إلهي القرية، غطي تمامًا كل شيء ما عدا كوخ الراعي الصالح. وأمامه، بدأ الضيف الغامض في البكاء، وأصبحت دموعه زهورًا ما أن وصلت إلى الأرض. فأدرك الراعي أن الحاج ما هو إلا مريم العذراء. هذه الأسطورة سلتية في الأساس، فهي موجودة أيضًا في بلدان أخرى في البلدان الواقعة على المحيط الأطلسي. وفي جليقية، ويقال أنه في قاع بحيرة أنتيلا، هناك بقايا سكان أنتيوخيا القدماء، الذين استئصلوا من على وجه الأرض عن طريق طوفان ليلي، عقابًا على خطاياهم.
على الجانب الآخر من ساحل خليج بسكاي في بريتاني، وهناك تقاليد ذات الصلة بمدينة كير ليس، والواقعة على خليج دوارنينيز، في أراضي مقتطعة من البحر ومحمية بسد. أعطت ابنة الملك داود، مفاتيح المدينة لشيطان، الذي تنكر كأمير وسيم، مما أدى إلى إغراق المدينة بمياه المحيط. هناك أيضًا أساطير حول ملوك أشتوريش، تضرب بجذورها في التقاليد اليهودية والمسيحية بل والوثنية. فمثلاً، تأريخ "Chronica ad Sebastianum" يروي حدثًا غير عادي حدث عند وفاة الملك ألفونسو الأول، حيث سمع النبلاء أناشيد في السماء تغنى بها الملائكة، وهم يرددون النص التالي من سفر إشعيا:
| مملكة أشتوريش | أَنَا قُلْتُ: «فِي عِزِّ أَيَّامِي أَذْهَبُ إِلَى أَبْوَابِ الْهَاوِيَةِ. قَدْ أُعْدِمْتُ بَقِيَّةَ سِنِيَّ. قُلْتُ: لاَ أَرَى الرَّبَّ. الرَّبَّ فِي أَرْضِ الأَحْيَاءِ. لاَ أَنْظُرُ إِنْسَانًا بَعْدُ مَعَ سُكَّانِ الْفَانِيَةِ. مَسْكِنِي قَدِ انْقَلَعَ وَانْتَقَلَ عَنِّي كَخَيْمَةِ الرَّاعِي. لَفَفْتُ كَالْحَائِكِ حَيَاتِي. مِنَ النَّوْلِ يَقْطَعُنِي. النَّهَارَ وَاللَّيْلَ تُفْنِينِي. صَرَخْتُ إِلَى الصَّبَاحِ. كَالأَسَدِ هكَذَا يُهَشِّمُ جَمِيعَ عِظَامِي. النَّهَارَ وَالَّلَيْلَ تُفْنِينِي. كَسُنُونةٍ مُزَقْزِقةٍ هكَذَا أَصِيحُ. أَهْدِرُ كَحَمَامَةٍ. قَدْ ضَعُفَتْ عَيْنَايَ نَاظِرَةً إِلَى العَلاَءِ. يَا رَبُّ، قَدْ تَضَايَقْتُ. كُنْ لِي ضَامِنًا. | مملكة أشتوريش |

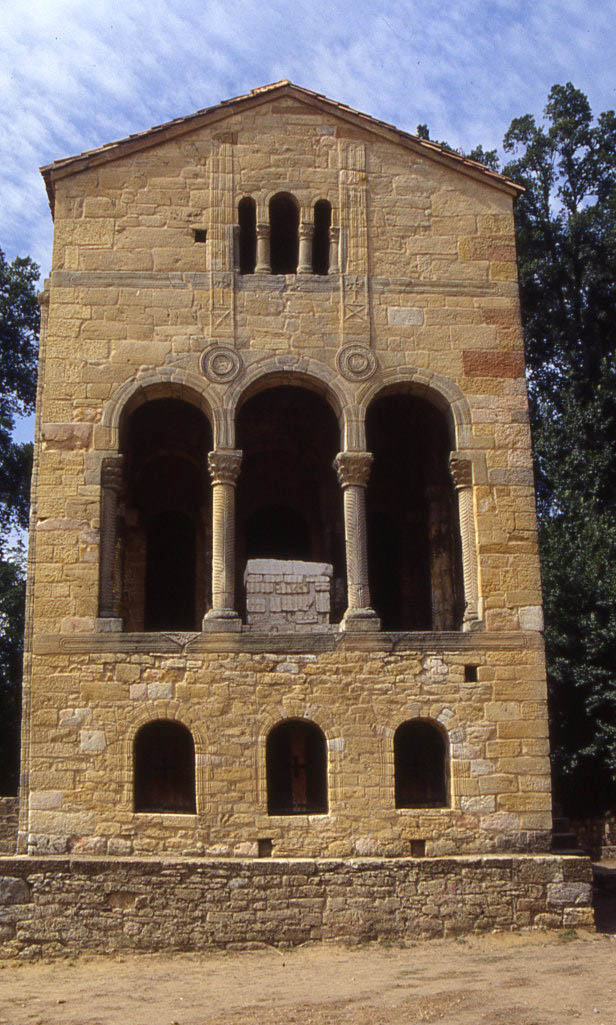
الواجهة الشرقية لكنيسة سانتا ماريا ديل نارانكو، أحد أفضل الأمثلة على العمارة الأشتوريشية.

تلا حزقيا ملك يهوذا هذا النشيد الديني، بعد شفائه من مرض خطير. في هذه الآيات، عبر الملك عن أسفه لرحيله إلى شيول العالم السفلي اليهودي، وهو مكان مظلم لن يرى فيه الله أو أي رجل بعد ذلك. لدي أشتوريش أيضًا قصص كأسطورة البطل النائم. فحتى اليوم يتناقل الناس أنه لا يزال من الممكن رؤية الملك فرويلا يتجول في حديقة الملوك المحاربين (التي هي جزء من كاتدرائية أوفييدو)، ويقال أن له حفيده الفارس الشهير برناردو ديل كاربيو ينام في كهف في الجبال الأشتوريشية. وتحكي القصة أنه في يوم من الأيام ذهب فلاح في كهف معين لاسترداد بقرته الضائعة، وسمع صوتًا قويًا اكتشف أنه لبرناردو ديل كاربيو المنتصر على الفرنجة في معركة ممر رونسفال، الذي أخبره بأنه عاش وحده لعدة قرون في ذلك الكهف، ثم قال للفلاح: «أعطني يدك، لأرى قوة رجال اليوم». فارتعد الرجل، وقدم له قرن البقرة، الذي ما أن مسكه الرجل العملاق، انكسر على الفور. ركض القروي الفقير مذعورًا، وهو يسمع برناردو يقول: «رجال اليوم ليسوا كهؤلاء الذين ساعدوني على قتل الفرنجة في رونسفال.» هناك تشابه واضح بين هذه القصص وتلك التي تحيط بأشخاص آخرين في القرون الوسطى أمثال فريدريك الأول بربروسا أو الملك آرثر. فيقال أن بارباروسا لم يمت، وإنما تقاعد إلى كهف جبل كيفهاوسر، وأنه في اليوم الذي ستتوقف الغربان عن الطيران حول الجبل، سيستيقظ وتستعيد ألمانيا عظمتها القديمة. أما الملك آرثر، فوفقًا لما يقال أنه يتنقل بين عدة تلال وكهوف جزيرة بريطانيا العظمى، أشهرها إيلدون هيل في إسكتلندا، حيث لجأ بعد معركة كاملان.

## التراث
قبل نشأة مملكة أشتوريش، قاوم السكان الأصليين سواء الأشتوريين أو القنطبريين الغزو الأجنبي. قاتل هؤلاء الناس الرومان في حروب كانتابريا، كذلك قاوموا الرومنة. وعلى الرغم من احتفاظهم بالعديد من خصائصهم الثقافية التي ترجع لعصر ما قبل الرومان، إلا أنهم فقدوا لغاتهم السلتية أمام اللاتينية. كانت هذه المملكة منشأ نموذج معماري أثر في أوروبا، وهو النموذج الأشتوريشي ما قبل الروماني، الذي نشأ في عهد راميرو الأول. كانت هذه المملكة الصغيرة مؤثرة في كبح فكرة تبني المسيح، التي تزعم دحضها بيتوس الليباني. وفي زمن ألفونسو الثاني ملك أستورياس، عثر على ضريح سانتياغو دي كومبوستيلا مما أوجد الدعم المادي للمملكة عن طريق الأموال التي حملها الحجيج إلى طريق سانت جيمس.